# Paul von Benckendorff
Le comte Paul Leopold Johann Stephan von Benckendorff (en russe : Pavel Konstantinovitch Benkendorf, Павел Константинович Бенкендорф), né le 29 mars 1853 à Berlin et mort le 28 janvier 1921 à Narva, est un aristocrate allemand de la Baltique sujet de l'Empire russe, fidèle indéfectible de Nicolas II. C'est aussi le frère de l'ambassadeur Alexandre von Benckendorff.

## Biographie
Paul von Benckendorff est le fils du comte Constantin von Benckendorff (1816-1858), ministre au royaume de Wurtemberg, et de son épouse, née princesse Jeanne-Louise de Croÿ (1825-1890). Il est baptisé dans la religion catholique de sa mère, plutôt que dans la religion luthérienne de son père.[réf. souhaitée] Il fait ses études à Paris, où sa mère s'était installée après la mort de son époux, puis il étudie au Corps des Pages de Saint-Pétersbourg et entre ensuite au prestigieux régiment des chevaliers-gardes. Il prend part à la guerre russo-turque de 1877-1878 et combat sur le front du Caucase, notamment au siège de Kars. Après la guerre, il entre au service de la cour impériale. Il est nommé adjudant-général en 1905 et général de cavalerie en 1912. En tant qu'Oberhofmarschall (grand-maréchal de la cour), c'est un familier de Nicolas II et de ses proches. Il est aussi membre du conseil d'État et du yacht-club impérial.
Le comte von Benckendorff se trouve au palais Alexandre, avec l'impératrice et ses enfants, lorsqu'éclate la révolution de février. Il est arrêté avec Nicolas II et sa famille qui sont placés en captivité au palais. Il n'est séparé de la famille impériale que lorsque celle-ci est déportée à Tobolsk.
Le comte reçoit la permission d'avoir un passeport et d'émigrer en 1921. Il fuit en plein hiver vers l'Estonie, mais il tombe malade et meurt juste avant la frontière dans un hôpital de Narva.

## Famille
Le comte von Benckendorff était l'époux depuis 1897 de la princesse Marie Dolgorouki (1846-1936),.

## Source
- (ru) Cet article est partiellement ou en totalité issu de l’article de Wikipédia en russe intitulé « Бенкендорф, Павел Константинович » (voir la liste des auteurs).